# T2D Śląsk
T2D Śląsk (SLA) – polski parowóz – tendrzak przemysłowy o układzie osi D, produkowany w Fabryce Lokomotyw w Chrzanowie (Fablok) w latach 1950–1962. Budowany był w oparciu o zmodyfikowaną dokumentację niemieckich parowozów typu Oberschlesien (OS), skonstruowanych przez firmę Henschel und Sohn i zakłady w Chrzanowie i produkowanych podczas II wojny światowej w Chrzanowie. Na kolejach przemysłowych często były oznaczane serią TKp (od oznaczenia PKP tendrzaków o układzie osi D).
Pierwsze egzemplarze wyjechały z Fabryki Lokomotyw w Chrzanowie w roku 1950, otrzymując nazwę typu Śląsk i oznaczenie fabryczne T2D SLA. Wyprodukowano łącznie 390 tych parowozów. Ostatnim egzemplarzem był TKp 6293, z listopada 1963 (pracował w KWK Gliwice). 90 maszyn o oznaczeniu SLA59 trafiło na eksport do Chin. Parowozy eksportowe były nieco zmodernizowane – posiadały między innymi zabudowany sprzęg samoczynny, wymienione drzwiczki paleniska, zamkniętą budkę maszynisty oraz kilka mniej istotnych zmian.

## Lista parowozów TKp Śląsk zachowanych w Polsce[1]
| Seria pojazdu | Rok produkcji | Producent | Miejscowość. | Stan parowozu |
| ------------- | ------------- | --------- | ------------ | ------------- |
| TKp 2011      | 1950          | Chrzanów  | Chabówka     | eksponat      |
| TKp 101       | 1950          | Chrzanów  | Przezchlebie | wrak          |
| HL 16         | 1950          | Chrzanów  | Kraków       | pomnik        |
| TKp 2241      | 1951          | Chrzanów  | Bydgoszcz    | wrak          |
| TKp 2261      | 1951          | Chrzanów  | Pyskowice    | eksponat      |
| TKp 12800     | 1951          | Chrzanów  | Gliwice      | pomnik        |
| TKp 2316      | 1952          | Chrzanów  | Wieliczka    | pomnik        |
| TKp 15132     | 1957          | Chrzanów  | Pyskowice    | eksponat      |
| TKp 3409      | 1957          | Chrzanów  | Gliwice      | w naprawie    |
| TKp 4409      | 1955          | Chrzanów  | Pyskowice    | eksponat      |
| TKp 4422      | 1955          | Chrzanów  | Pyskowice    | eksponat      |
| TKp 5161      | 1957          | Chrzanów  | Pyskowice    | wrak          |
| TKp 5         | 1962          | Chrzanów  | Piła         | w naprawie    |
| TKp 6042      | 1962          | Chrzanów  | Skierniewice | eksponat      |
| TKp 6046      | 1961          | Chrzanów  | Pyskowice    | eksponat      |
| TKp 20        | 1963          | Chrzanów  | Karsznice    | eksponat      |

## Galeria

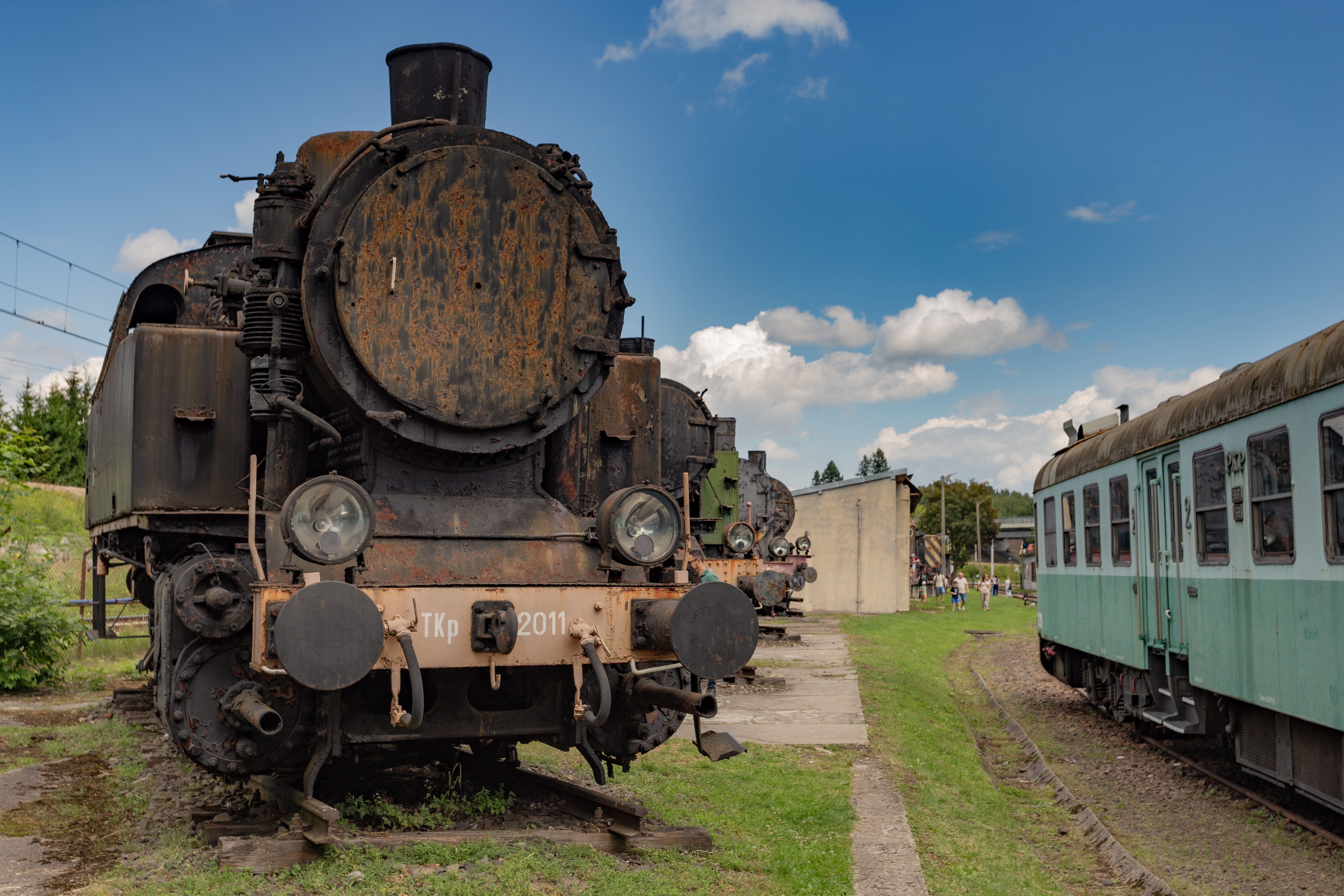
TKp 2011, Skansen w Chabówce (2025)
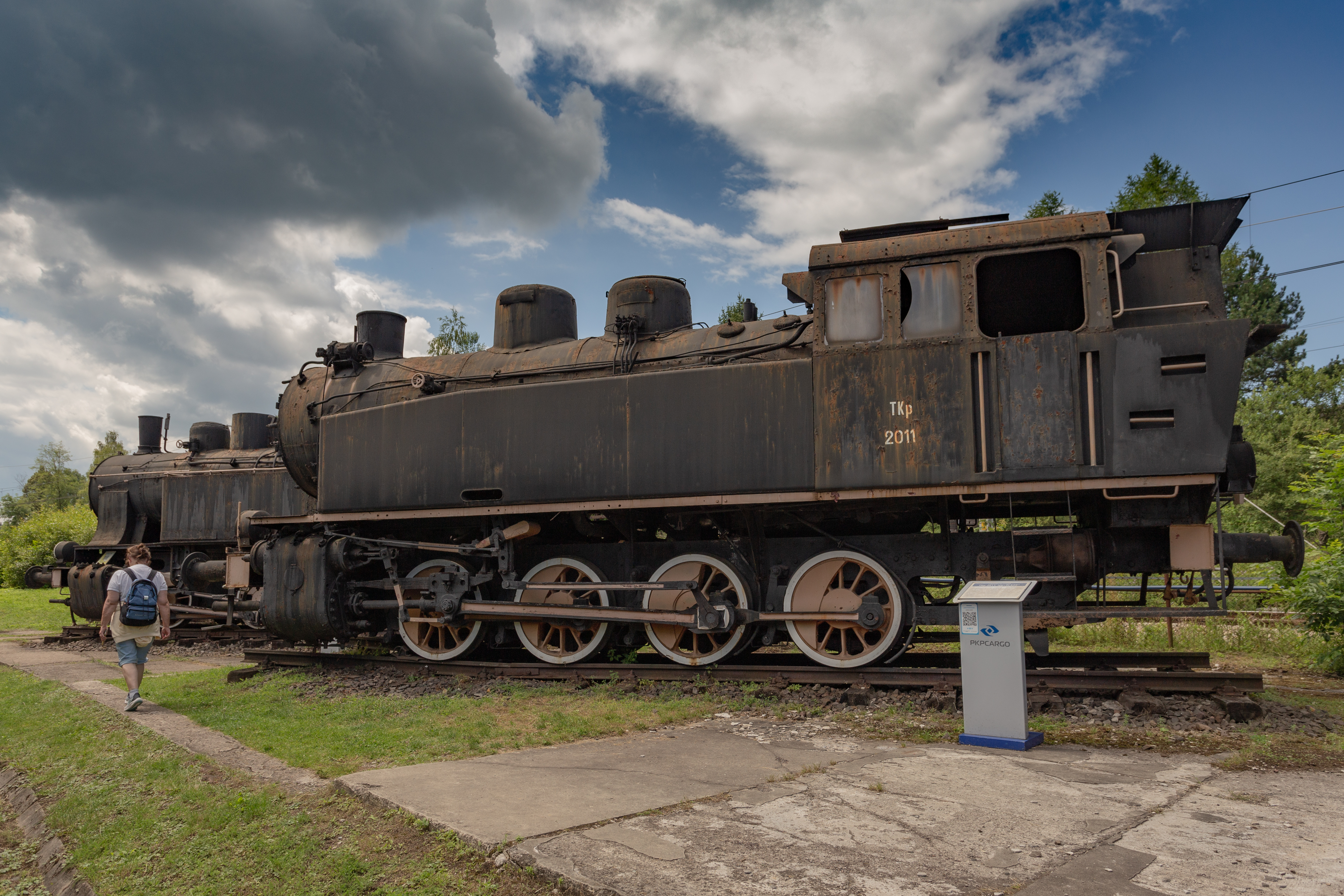
TKp 2011, Skansen w Chabówce (2025)
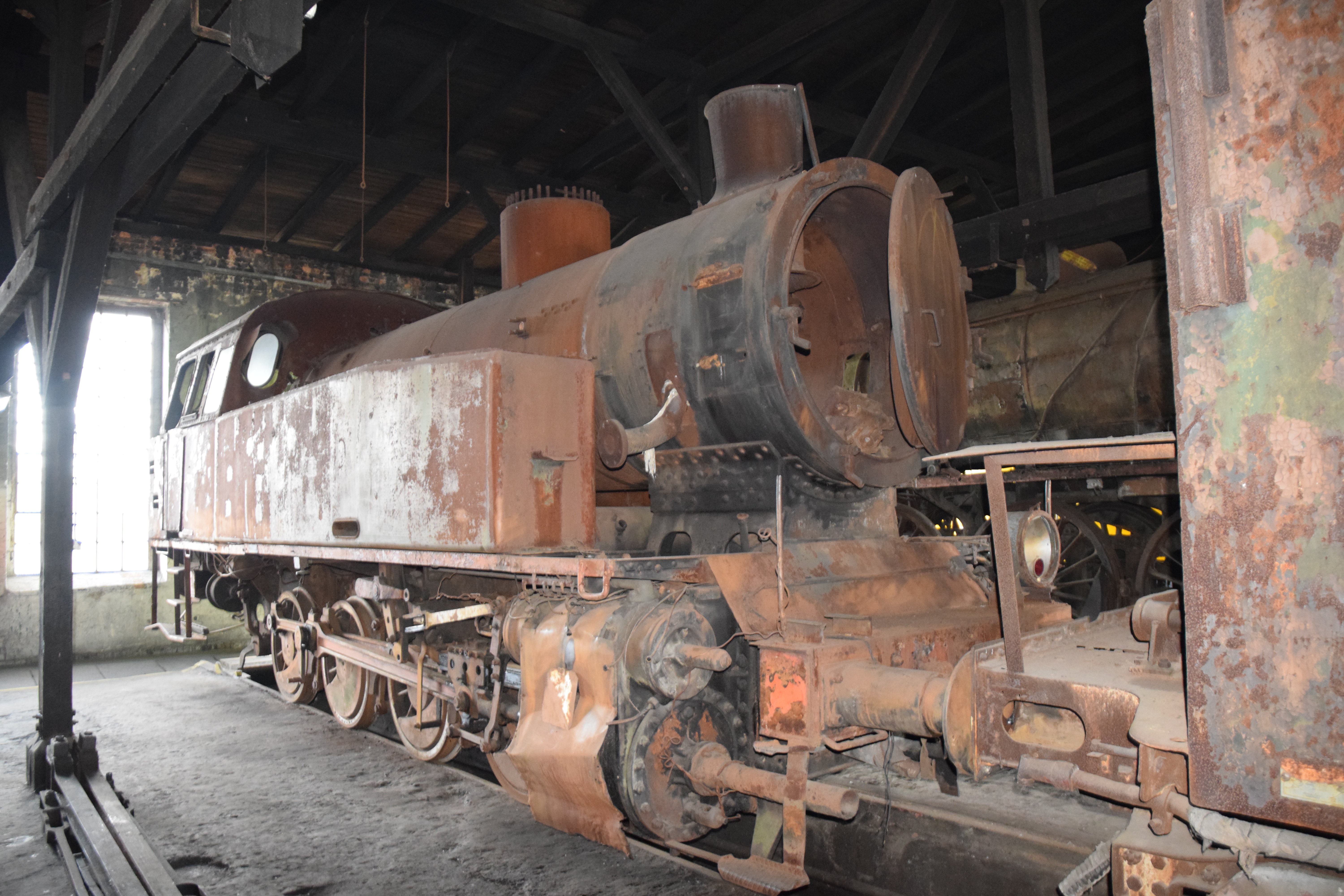
TKp 6041, Jaworzyna Śląska (2017)
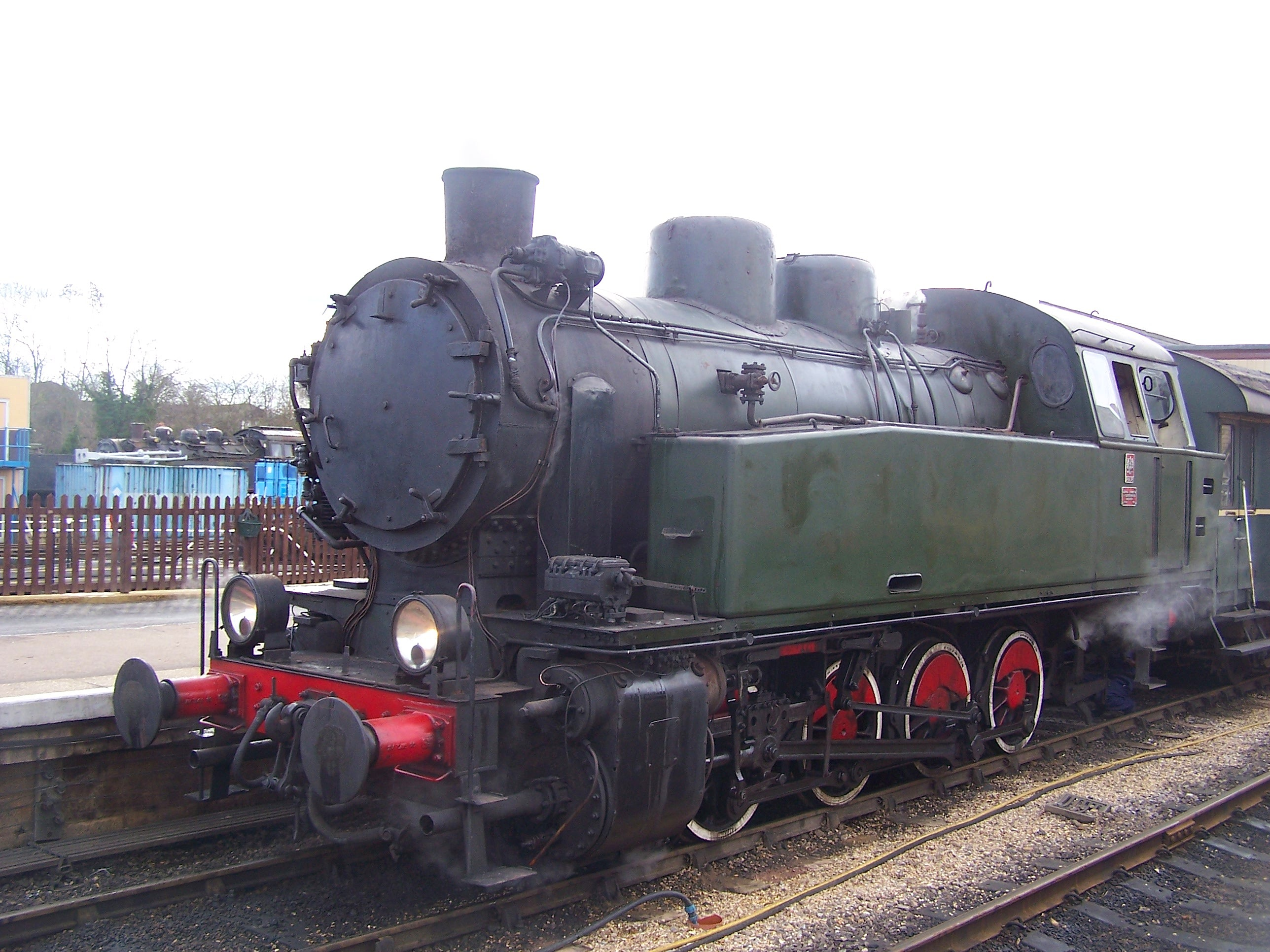
TKp 5485 Nene Valley Railway (2007)
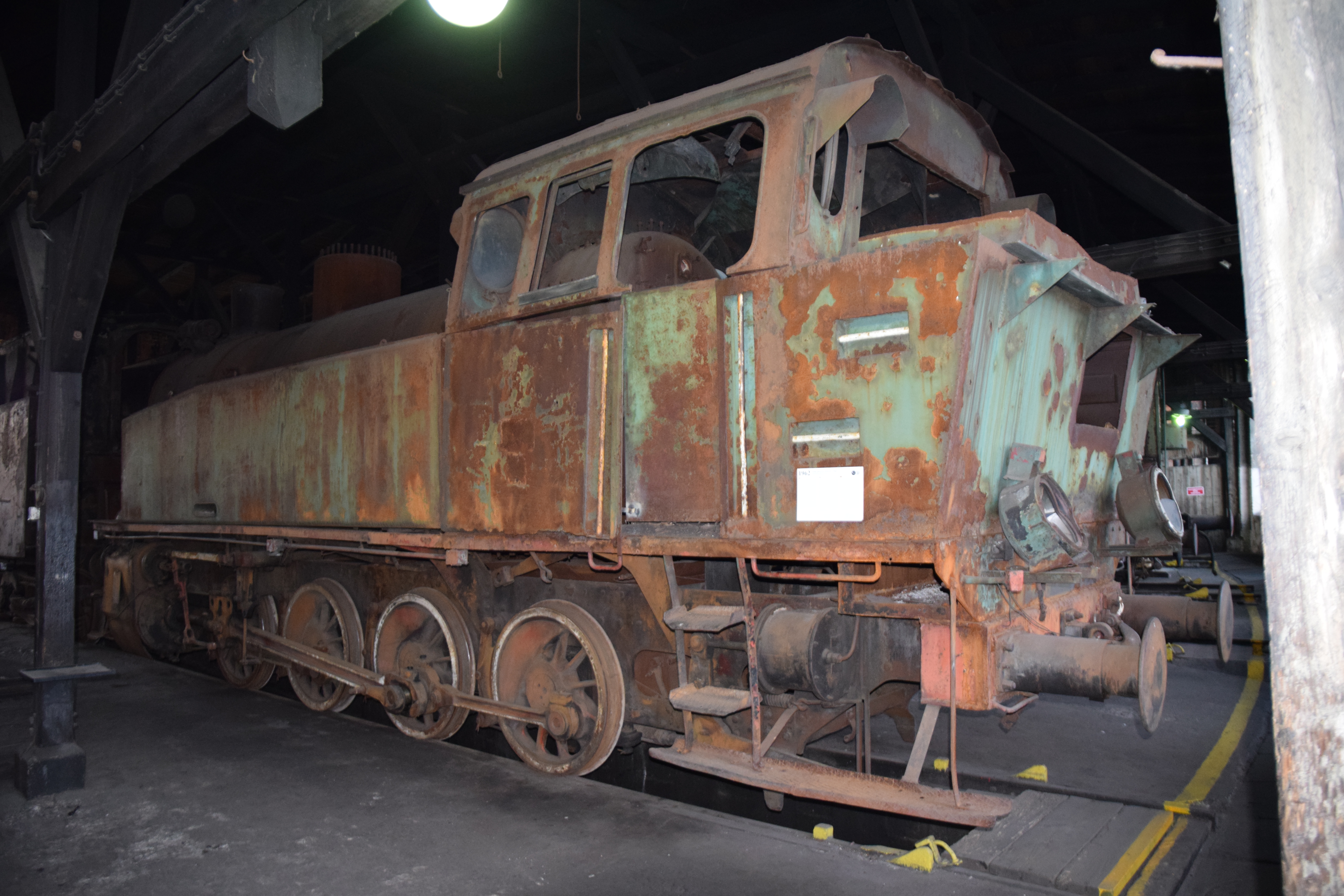
TKp 6041, Jaworzyna Śląska (2017)